# Seznam vlajek gubernátorů subjektů Ruské federace

Vlajka ruského prezidenta
Poměr stran: 1:1

Seznam vlajek gubernátorů subjektů Ruské federace představuje přehled všech vlajek gubernátorů federálních subjektů Ruské federace. Gubernátoři jsou představitelé krajů (9), oblastí (46), autononích oblastí (1) a autonomních okruhů (4). Naopak v čele federálních republik (21+1 – po anexi Krymu) stojí prezident a představitelem federálních měst (2+1) je starosta. Vlastní vlajky užívají gubernátoři spíše výjimečně.

## Vlajky gubernátorů

### Vlajky krajských gubernátorů
Vlajky gubernátorů krajů Ruské federace:
| Umístění | Vlajka kraje (pro porovnání) | Vlajka gubernátora | Poměr stran | Územní celek / více o vlajce                  | Zdroje      |
| -------- | ---------------------------- | ------------------ | ----------- | --------------------------------------------- | ----------- |
|          |                              |                    | 1:1         | Permský kraj Vlajka Permského kraje           | [ 1 ] [ 2 ] |
|          |                              |                    | 1:1         | Stavropolský kraj Vlajka Stavropolského kraje | [ 3 ] [ 4 ] |

### Vlajky oblastních gubernátorů
Vlajky gubernátorů oblastí Ruské federace:
| Umístění | Vlajka oblasti (pro porovnání) | Vlajka gubernátora | Poměr stran | Územní celek / více o vlajce                        | Zdroje               |
| -------- | ------------------------------ | ------------------ | ----------- | --------------------------------------------------- | -------------------- |
|          |                                |                    | 1:1         | Amurská oblast Vlajka Amurské oblasti               | [ 5 ]                |
|          |                                |                    | 1:1         | Kaliningradská oblast Vlajka Kaliningradské oblasti | [ 6 ] [ 7 ]          |
|          |                                |                    | 1:1         | Kemerovská oblast Vlajka Kemerovské oblasti         | [ 8 ]                |
|          |                                |                    | 1:1         | Novgorodská oblast Vlajka Novgorodské oblasti       | [ 9 ] [ 10 ]         |
|          |                                |                    | 1:1         | Rostovská oblast Vlajka Rostovské oblasti           | [ 11 ] [ 12 ] [ 13 ] |
|          |                                |                    | 1:1         | Rjazaňská oblast Vlajka Rjazaňské oblasti           | [ 14 ] [ 15 ] [ 16 ] |
|          |                                |                    | 1:1         | Samarská oblast Vlajka Samarské oblasti             | [ 17 ]               |
|          |                                |                    | 1:1         | Saratovská oblast Vlajka Saratovské oblasti         | [ 18 ] [ 19 ]        |
|          |                                |                    | 1:1         | Tomská oblast Vlajka Tomské oblasti                 | [ 20 ]               |
|          |                                |                    | 1:1         | Uljanovská oblast Vlajka Uljanovské oblasti         | [ 21 ] [ 22 ]        |
|          |                                |                    | 1:1         | Vladimirská oblast Vlajka Vladimirské oblasti       | [ 23 ]               |

### Vlajky gubernátorů autonomních okruhů
Vlajky gubernátorů autonomních okruhů Ruské federace:
| Umístění | Vlajka oblasti (pro porovnání) | Vlajka gubernátora | Poměr stran | Územní celek / více o vlajce                                              | Zdroje        |
| -------- | ------------------------------ | ------------------ | ----------- | ------------------------------------------------------------------------- | ------------- |
|          |                                |                    | 1:1         | Jamalo-něnecký autonomní okruh Vlajka Jamalo-něneckého autonomního okruhu | [ 24 ] [ 25 ] |

## Historické vlajky gubernátorů

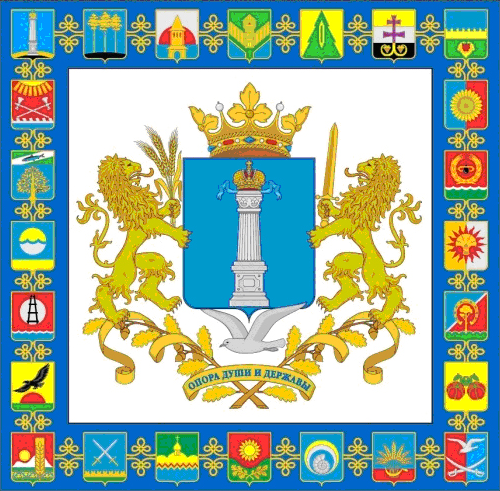
Vlajka gubernátora Uljanovské oblasti (nejasná platnost)
Vlajka gubernátora Uljanovské oblasti (varianta, nejasná platnost)
Vlajka gubernátora Vladimirské oblasti (1999–2017)